# Otdelénie Kommunar
Otdelénie Kommunar (en rus: Отделение Коммунар) és un poble (un possiólok) de l'óblast de Tambov, a Rússia, segons el cens del 2010 tenia 187 habitants.